# 九龍巴士42A線
九龍巴士42A線是香港一條來往青衣（長亨邨）及西九龍站的日間巴士路線。

## 歷史
本線提供青衣長亨、長康及長青來往長沙灣、旺角及佐敦的巴士服務，是一條路線編號曾經作出多次更改的路線。 
- 1985年8月25日：本線前身44B線投入服務，來往長青及深水埗碼頭，途經貨櫃碼頭路。
- 1987年12月7日：本線更改編號為43D線（第一代），行走路線未有變更。（第二代43D線為43A線特別班次）
- 1990年4月23日：本線作出了重大變化，路線延長為來往青欣（現長宏）及佐敦道碼頭，改經荃灣路及不再經貨櫃碼頭路，更改編號為42A線。
- 1991年1月6日：配合長亨巴士總站啟用，總站由青欣遷往該處，並且降低全程收費。
- 1991年11月14日：增設平日早上長亨至長沙灣道近郵政局的單向特別班次。
- 1992年7月27日：增設平日下午由大角咀往長亨的單向特別班次，以疏導乘客。
- 1996年2月15日：增派空調巴士行走。
- 1999年4月7日：1998年地鐵東涌綫通車後，青衣區巴士需求下降，加上本線特別班次是插在其他常規班次中間開出，令乘客容易上錯車，而43C亦可應付本路線中途站需求，特別班次客量受到沉重打擊，因此取消此特別班次。
- 2003年2月23日：本線總站由佐敦道碼頭遷往佐敦（匯翔道）。
- 2007年5月12日：將行走本線的餘下2輛非空調巴士換成空調巴士行走，改為全空調服務及降低全程車費。成為青衣來往九龍市區的全日路線中，首條提供全線空調服務的巴士路線。
- 2009年12月20日：本線總站由佐敦（匯翔道）遷往佐敦（渡華路），以配合興建廣深港高速鐵路西九龍站工程。
- 2018年6月25日：本線往佐敦方向取消大南西街站，改停光昌街[2]。
- 2018年9月16日：九龍區總站由佐敦（渡華路）巴士總站遷往西九龍站巴士總站[3]。
- 2023年4月16日：因應41線取消服務，本線往九龍方向加停葵涌道「葵涌交匯處」。[4]
- 2023年7月23日：往西九龍站方向改停「荔枝角站」及「昌華街」；取消「光昌街」及「興華街」分站。

## 服務時間及班次
| 青衣（長亨邨）開 | 青衣（長亨邨）開 | 青衣（長亨邨）開 | 佐敦（西九龍站）開 | 佐敦（西九龍站）開 | 佐敦（西九龍站）開 |
| 日期             | 服務時間         | 班次（分鐘）     | 日期               | 服務時間           | 班次（分鐘）       |
| ---------------- | ---------------- | ---------------- | ------------------ | ------------------ | ------------------ |
| 星期一至五       | 05:30-18:30      | 4-8              | 星期一至五         | 06:20-07:05        | 15                 |
| 星期一至五       | 18:30-19:00      | 10               | 星期一至五         | 07:05-14:00        | 11-12              |
| 星期一至五       | 19:00-23:45      | 15               | 星期一至五         | 14:00-23:45        | 5-9                |
|                  |                  |                  | 星期一至五         | 23:45-00:25        | 10                 |
| 星期六           | 05:30-18:30      | 6-8              | 星期六             | 06:20-09:50        | 15                 |
| 星期六           | 18:30-19:00      | 10               | 星期六             | 09:50-11:50        | 10-12              |
| 星期六           | 19:00-23:45      | 15               | 星期六             | 11:50-00:15        | 6-8                |
|                  |                  |                  | 星期六             | 00:25              |                    |
| 星期日及公眾假期 | 05:30-08:00      | 9-10             | 星期日及公眾假期   | 06:20-10:50        | 15                 |
| 星期日及公眾假期 | 08:00-15:00      | 6-8              | 星期日及公眾假期   | 10:50-13:30        | 10-12              |
| 星期日及公眾假期 | 15:00-19:00      | 10               | 星期日及公眾假期   | 13:30-23:15        | 6-9                |
| 星期日及公眾假期 | 19:00-23:45      | 15               | 星期日及公眾假期   | 23:15-00:25        | 10                 |

## 收費
全程：$7.8
- 美孚站往佐敦（西九龍站）：$7.2
- 太子站往佐敦（西九龍站）：$5.8
- 美孚站往青衣（長亨邨）：$6.5
- 過青衣橋後往青衣（長亨邨）：$5.1

| - 本線設有12歲以下小童及65歲或以上長者半價優惠。 - 65歲或以上香港居民使用「樂悠咭」，以及12歲以下合資格殘疾兒童使用「殘疾人士身份」個人八達通繳付車資，均可享有每程$2.0或半價（以較低者為準）的票價優惠；12至64歲合資格殘疾人士使用「殘疾人士身份」個人八達通（包括「樂悠咭」），以及60至64歲香港居民使用「樂悠咭」繳付車資，均可享有每程$2.0或全費（以較低者為準）的票價優惠。 - 65歲或以上長者如使用長者或一般個人八達通繳付車資，則只可享有半價優惠；12至64歲合資格殘疾人士如不使用「殘疾人士身份」個人八達通，以及60至64歲人士如不使用「樂悠咭」繳付車資，必須繳付全費。 - 乘客可以現金或八達通於上車時付款，不設找續。 - 每位成人乘客可免費攜帶最多兩名4歲以下而不佔座位的兒童乘客乘車，超額之4歲以下小童必須繳付小童車費乘車。 - 持有「九巴月票」之乘客在車票有效期內，每日可享最多10程任何九龍巴士及龍運巴士路線（包括本路線，以及聯營路線的九龍巴士／龍運巴士提供的班次；惟乘搭機場「A」及「NA」線則可享原價二七折優惠（不會計算每天10次合資格車程））；而B1線則每日可享最多各2程（不會計算每天10次合資格車程）。 - 九龍巴士、城巴、龍運巴士及陽光巴士全職員工及家屬（不包括外判職員）可免費乘搭本路線，惟必須拍職員或職員家屬八達通。 - 乘客亦可透過多元化電子支付系統（e度嘟）繳付車資，包括使用非接觸式VISA卡、JCB卡、萬事達卡、銀聯卡、美國運通、大來國際、Discover Card、Apple Pay、Google Pay、Samsung Pay、AlipayHK「易乘碼」、支付寶、WeChatHK／微信支付「搭車碼」、銀聯雲閃付「乘車碼」及BOC Pay「乘車碼」。乘客使用此付款方式，使用此支付方式的乘客可享有中途下車之分段收費，以及與其他九巴／龍運獨營路線或聯營線九巴／龍運班次之轉乘優惠，惟不適用於與非九巴／龍運路線之轉乘優惠，亦不能享有「公共交通費用補貼計劃」及「長者及合資格殘疾人士公共交通票價優惠計劃」。 |

### 八達通轉乘優惠
乘客登上本線後150分鐘內以同一張八達通卡轉乘以下路線，或從以下路線登車後150分鐘內以同一張八達通卡轉乘本線，次程可獲車資折扣優惠：
42A←→6
- 42A往佐敦 → 6往尖沙咀碼頭，次程免費
- 6往荔枝角 → 42A往長亨，回贈首程車資

42A←→41A
- 42A往佐敦 → 41A往尖沙咀東，次程可獲$5.8折扣優惠
- 41A往長安 → 42A往長亨，次程免費

## 使用車輛
此路線前身44B開線時，用車以丹拿珍寶（D）、丹尼士統治者（DM）及丹尼士喝采（N）為主。1987年改派11米三軸巴士行走，用車以丹尼士巨龍（S3N，配吉拿引擎）為主，年底更改編號為43D後加入利蘭奧林比安（S3BL）。 
1990年延長至佐敦道碼頭及改稱42A，由於當年長亨邨尚未入伙，單靠青欣臨時房屋區的客量又不足以使用12米，因此初期仍承襲43D時期的用車，直至1991年1月長亨邨首批居民進駐，才完全轉用12米巴士行走，其時採用三扇車門設計的丹尼士巨龍（3N）及利蘭奧林比安（3BL）巴士，載客量逾160人，足以應付龐大的通勤人流且迅速疏導乘客。而踏入21世紀，「丹尼士巨龍12米」巴士大量退役，直至2003年9月全部退役前，餘下少量車輛仍然擔任本路線主力（另外是6C線），成為不少巴士迷追捕的目標。
此路線在加入超低地台巴士前，使用6輛富豪奧林比安（3AV）12米雙層空調巴士。其後在2000年，改用6輛富豪超級奧林比安（3ASV）12米超低地台雙層空調巴士。 此車款一直成為此路線的主力直至2011年。 2004年起加入直梯巴士行走。
現時本線使用25輛富豪B9TL 12米（AVBWU）雙層空調巴士，均屬荔枝角車廠。
平日繁忙時間，其中2部車輛需柯打242X線，另有1部車輛需柯打59M線。
| 車隊編號 | 車牌   |
| -------- | ------ |
| AVBWU634 | UZ4931 |
| AVBWU637 | UZ6110 |
| AVBWU643 | UZ8948 |
| AVBWU650 | VA3696 |
| AVBWU657 | VA4153 |
| AVBWU658 | VA6554 |
| AVBWU673 | VC2590 |
| AVBWU683 | VC4688 |
| AVBWU684 | VC5030 |
| AVBWU685 | VC5294 |
| AVBWU686 | VC4956 |
| AVBWU687 | VC4973 |
| AVBWU691 | VC6048 |
| AVBWU695 | VC6618 |
| AVBWU711 | VD5783 |
| AVBWU721 | VD9509 |
| AVBWU723 | VD9606 |
| AVBWU727 | VE 549 |
| AVBWU728 | VE 952 |
| AVBWU729 | VE1074 |
| AVBWU730 | VE1471 |
| AVBWU775 | VH5293 |
| AVBWU776 | VH6441 |
| AVBWU777 | VH4521 |
| AVBWU778 | VH5268 |

## 行車路線

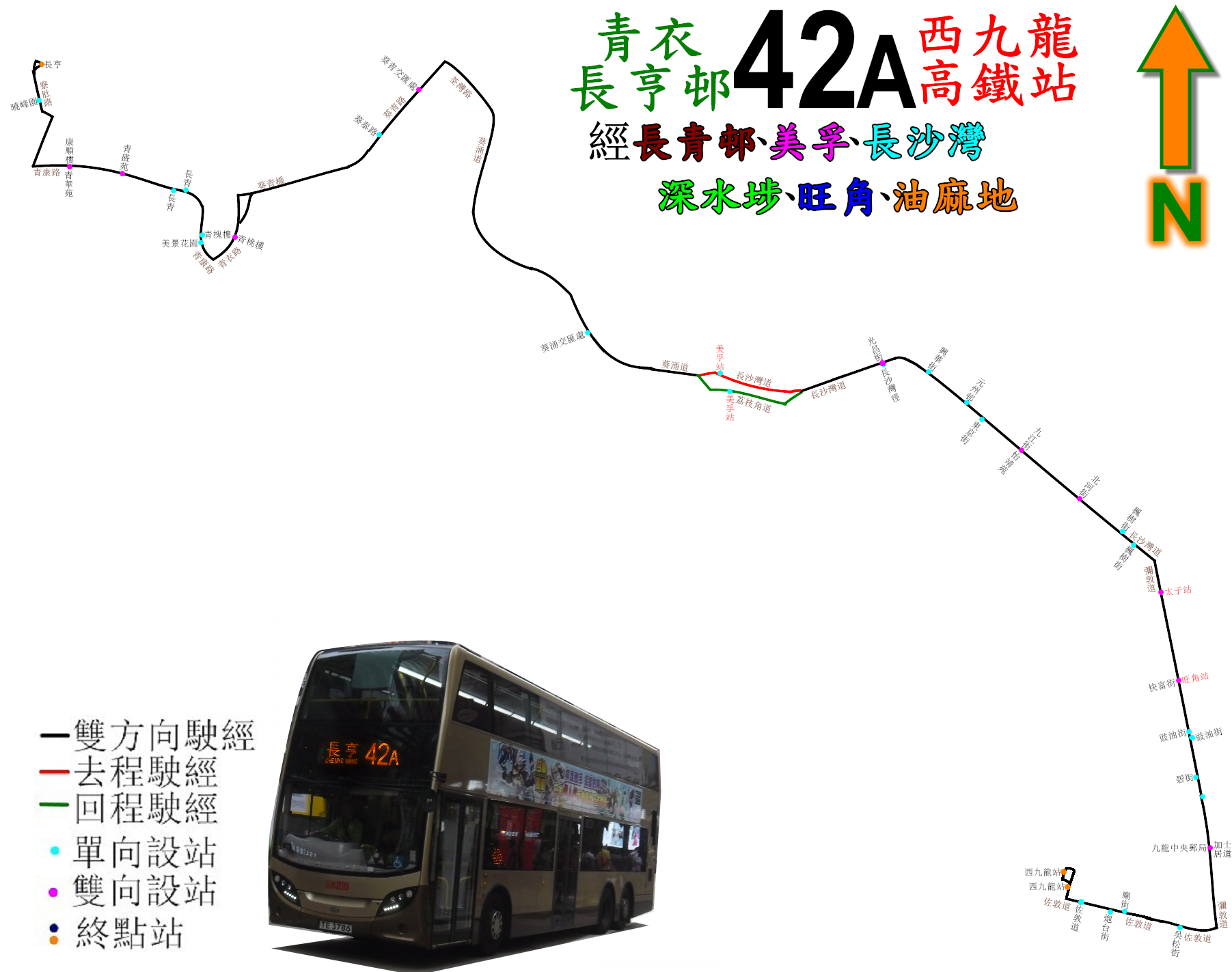
42A線的走線圖

青衣（長亨邨）開經：寮肚路、青衣西路、青康路、青衣路、青衣大橋、葵青路、荃灣路、葵涌道、長沙灣道、彌敦道、佐敦道及海泓道。
佐敦（西九龍站）開經：海泓道、佐敦道、彌敦道、長沙灣道、荔枝角道、葵涌道、荃灣路、葵青路、青衣大橋、青衣路、青康路、青衣西路及寮肚路。
具體停站請參考資訊框

## 客量
- 本路線服務青衣南部居民（長亨／長康／長青及美景花園）往來西九龍市區。
- 由於主要服務範圍皆遠離港鐵站，而且其他路線不比本線快和途經彌敦道，所以本線客量非常高，非繁忙時間亦會出現頂閘情況。
- 本線居民一直希望可以增加班次及延長至尖沙咀，但由於彌敦道巴士配額限制不能貿然地加車和41A仍足以應付需求，延長路線亦會影響中途站乘客及必定提高車費，所以九巴及運輸署一直反對，初期亦不肯提供轉乘優惠，直至2014年2月22日起才提供6和41A線往來尖沙咀區的轉乘優惠。
- 青富苑、青衣西路公屋、青康路北公屋落成預料會使本線客量進一步增長。唯一要面對是邨巴NR40系的競爭，港鐵因為需要用小巴或九龍巴士248M／249M線轉車未能威脅本線。

## 相關
- 龍運巴士N42A線

## 外部連結
- 九巴42A線－九龍巴士 （页面存档备份，存于）
- 九巴42A線－i-busnet.com （页面存档备份，存于）
- 九巴42A線－681巴士總站 （页面存档备份，存于）
- YouTube：九巴42A線全程行車片段（往長亨總站）中英文字幕  （页面存档备份，存于）